# 馬尤爾基
48°42′17″N 22°44′49″E / 48.70472°N 22.74694°E
馬尤爾基（烏克蘭語：Маюрки）是烏克蘭西部的村莊，隸屬外喀爾巴阡州的烏日霍羅德區。該村面積5.76平方公里，海拔高度325米，2001年人口181，人口密度每平方公里31.42人。